# 巫咸人
巫咸人（ふかんじん）、巫咸（ふかん）は中国に伝わる伝説上の人種である。古代中国では西方に位置する国に棲んでいたとされる。

## 概説
古代中国の地理書『山海経』の海外西経によると、巫咸国は女子国の南にあり、巫咸人はそれぞれが巫師（ふし）であるといい、右手には青い蛇左手には赤い蛇をにぎっているという。
『山海経』の大荒西経には、巫咸はじめ10の巫師たちが数多くの薬草を求めて登頂する登葆山（とうほうさん）という山についてのことが記されている。

## 巫咸
巫咸とは、この国で一番のちからを持っている巫師の個人名でもあり、古代中国の殷の時代に活躍した巫師であり帝・太戊の代に勢力を持っていたという。巫咸国は巫咸を頂点に組織された巫師の集団でもある。

## 巫咸人の登場する作品
『鏡花縁』
巫咸国に父と共に落ちのびて来た娘・姚芷馨が百才女の一人にあてられている。姚芷馨は巫咸人たちに養蚕を教える。

## 蛇骨婆
日本の妖怪「蛇骨婆」（じゃこつばばあ）が描かれている江戸時代の絵本『今昔百鬼拾遺』（1780年）には、蛇を手に持っているということからの連想で、巫咸についての記述が引用されている。